# クトクタイ
クトクタイ・ハトゥン（モンゴル語: Qutuqtai qatun、生没年不詳）は、イキレス部族長ブトゥ・キュレゲンの孫娘で、モンゴル帝国第4代皇帝モンケの皇后（ハトゥン）。息子にはバルトゥ、ウルン・タシュらがいる。『集史』などのペルシア語史料ではقوتوقتای خاتون（Qūtūqtāī Khātūn）、ウィリアム・ルブルックの『旅行記』ではCotota Catenと記される。また、『元史』に記される明里忽都魯皇后と同一人物と見られている。

## 概要
『集史』「コンギラト部族史」によると、クトクタイ・ハトゥンはイキレス部族長ブトゥ・キュレゲンの息子のフルダイ・キュレゲンの娘として生まれたという。
『集史』「モンケ・カアン紀」ではクトクタイ・ハトゥンは「［モンケの］最上位のハトゥン」であったと記されており、実際にクトクタイ・ハトゥンが生んだバルトゥ、ウルン・タシュはモンケの嫡子、後継者として扱われていた。
モンケが1259年に亡くなった時はまだ存命で、モンゴリアに運ばれてきたモンケの柩を自らのオルドで弔った。

## ルブルックの旅行記
1254年、フランス王ルイ9世の命によってモンケ・カアンの下に訪れたウィリアム・ルブルックはモンケの妃たちにも面会しており、クトクタイ（コトタ）についても記録を残している。
この旅行記では『集史』と同様にクトクタイ（コトタ）がモンケの第1皇后であったこと、バルトゥの母であったこと、ネストリウス派キリスト教を信仰していたことが記されている。

## イキレス駙馬王家
- ノクズ（Nokuz ＞捏群/niēqún,نکوز/nukūz）
  - 昌忠武王ブトゥ・キュレゲン（Butu Küregen ＞孛禿/bótū,بوتو گورکان/būtū gūrkān）
    - 昌武定王フルダイ・キュレゲン（Huldai Küregen ＞鎖児哈/suŏérhā,هواودای گورکان/hūldāī gūrkān）
      - 忠靖王ジャクルチン（J̌aqurčin Küregen ＞札忽児臣/zhāhūérchén）
        - ユレクテイ（Yürektei ＞月列台/yuèliètái）
          - トベテイ（Töbetei ＞脱別台/tuōbiétái）

        - 昌忠宣王クリル（Quril Küregen ＞忽憐/hūlián）
          - 昌王アシク（Ašiq Küregen ＞阿失/āshī）
            - 昌王バラシリ（Balaširi Küregen ＞八剌失里/bālàshīlǐ）
              - 昌王シーラップ・ドルジ（Širap Dorǰi Küregen ＞沙藍朶児/shālánduŏér）

      - クトクタイ・カトン（Qutuqtai Qatun ＞明里忽都魯/mínglǐhūdōulŭ,قوتوقتای خاتون/qūtūqtāī khātūn）

    - デレケイ・キュレゲン（Derekei Küregen ＞帖里干/tièlǐgān,دارکی گورکان/dārkai gūrkān）
      - ブカ（Buqa ＞孛花/bóhuā）
      - ソゲドゥ（Sögedü ＞唆哥都/suōgēdōu）
        - ブリルギデイ（Bürilgidei ＞卜里吉歹/bǔlǐjídǎi）

## モンケ・カアンの皇后（ハトゥン）
| 地位       | 名前             | 『集史』                          | 『元史』                    | ルブルックの『旅行記』 | 出身部族     | 備考                         |
| ---------- | ---------------- | --------------------------------- | --------------------------- | ---------------------- | ------------ | ---------------------------- |
| 第1皇后    | クトクタイ       | قوتوقتای خاتون（qūtūqtāī Khātūn） | 明里忽都魯（mínglǐhūdōulŭ） | Cotota Caten           | イキレス部   | バルトゥ、ウルン・タシュの母 |
| 第2皇后(1) | クタイ           | قوتای خاتون（qūtāī Khātūn）       | 忽台皇后（hūtái）           | Cota                   | コンギラト部 | ルブルックの滞在中に死亡     |
| 第2皇后(2) | イェスル         |                                   | 也速児皇后（yĕsùér）        |                        | コンギラト部 | クタイの妹で、姉の地位を継ぐ |
| 第3皇后(1) | オグルトトミシュ | اوغول توتمیش （ūghūl tūtmīsh）    |                             | 「キリスト教徒の夫人」 | オイラト部   | 元はトルイの婚約者           |
| 第3皇后(2) | チャブイ         | جابون خاتون（jābūn Khātūn）       | 出卑皇后（chūbēi）          | 「若い夫人」           | オイラト部   | モンケの南宋親征に扈従した   |
| 第4皇后    | キサ             | كیسا خاتون（kīsā Khātūn）         | 火里差皇后（huǒlǐchà）      | 「冷遇されていた夫人」 | コルラス部   | オゴデイから与えられた       |
| 側室       | バヤウジン       | بایاوجین（bāyāūjīn）              |                             |                        | バヤウト部   | シリギの母                   |
| 側室       | クイタニ         | كیتنی（kuītanī）                  |                             |                        | エルジギン部 | アスタイの母                 |